# Ámbar Figueroa
Ámbar Carolay Figueroa Rollino (Valparaíso, Chile; 24 de octubre de 2007) es una futbolista chilena. Juega de centrocampista y su equipo actual es el Santiago Morning de la Primera División de Chile. Es internacional absoluta por la selección de Chile desde 2023.

## Trayectoria
Formada en las inferiores del Santiago Wanderers, ya a los 10 años Figueroa formaba parte del equipo sub-17 del club.
En mayo de 2021, la jugadora fichó en el Santiago Morning. En Morning debutó en la Primera División de Chile en agosto de 2021 ante su anterior club, el Wandereres, a los 13 años.

## Selección nacional
Formó parte del plantel que clasificó y jugó en la Copa Mundial Femenina de Fútbol Sub-17 de 2022. Anotó un gol en la victoria por 3-1 sobre Nueva Zelanda.
Fue citada a la selección absoluta de Chile para disputar el Torneo de Repesca para la Copa Mundial Femenina de Fútbol de 2023. Debutó el 17 de febrero ante Argentina por un amistoso previo, con solo 15 años.

## Clubes
| Club             | País  | Año           |
| ---------------- | ----- | ------------- |
| Santiago Morning | Chile | 2021-presente |